# Jeremiah Wilson
Jeremiah Wilson (nacido el 19 de abril de 1988 en Chicago, Illinois, Estados Unidos) es un jugador de baloncesto con doble nacionalidad estadounidense y portuguesa. Mide 2.04 metros y juega en la posición de ala-pívot. Es internacional con la Selección de baloncesto de Portugal.

## Trayectoria deportiva
Jugó durante dos temporadas con Casper (2006-2008) y otras dos temporadas en Tarleton State Texans (2008-2010). Tras no ser drafteado en 2010, se marchó a Argentina para debutar como profesional en las filas de la Asociación Deportiva Atenas. A partir de ahí, se convertiría en un trotamundos de baloncesto mundial jugando en países como Chile, Australia, República Checa, Turquía, Israel, Grecia, México, Puerto Rico, Polonia, Portugal y Francia.
En la temporada 2018-19, volvería a Francia para jugar en las filas del Nantes Basket Hermine de la PRO B, en la que promediaría 13 puntos y 9 rebotes por partido, siendo el máximo reboteador de la segunda categoría más importante del baloncesto francés.
El 11 de julio de 2019 firma con el Pallacanestro Cantù de la Serie A italiana, promediando 9.4 puntos y 5.5 rebotes. 
En diciembre de 2020, firma por el Al-Ittihad Jeddah Club de Arabia Saudí.
El 27 de enero de 2021 fichó por el Basket Brescia Leonessa de la Lega Basket Serie A italianay en el mes de mayo se incorpora al Zeus Energy Group Rieti de Serie A2 italiana, donde termina la temporada 2020/21 con medias de 19.7 puntos y 12.2 rebotes.
El 6 de agosto de 2021 firma por el San Giobbe Chiusi de la Serie A2 italianadonde promedia 17 puntos y 9.7 rebotes en los 38 partidos que disputa en la temporada 2021/22.
En 2022/23 firma con el Bambitious Nara de la B2.League japonesa. Participa en 60 partidos en los que registra medias de 12.8 puntos y 9.3 rebotes.
En 2023 se incorpora al Dijlah University de la segunda división iraquí, donde disputa cinco partidos de la Arab Club Championship en los que firma 25 puntos y 12.2 rebotes de media.
En mayo de 2024 firma con los Trotamundos de Carabobo para disputar la liga venezolana, donde promedia 14.5 puntos y 6.9 rebotes en 21 encuentros.

## Internacional
En 2019 se convierte en internacional con la Selección de baloncesto de Portugal con la que disputaría varios partidos del clasificatorio para el Eurobasket 2021.